# Pristimantis ameliae
Pristimantis ameliae Barrio-Amorós, 2012 è una rana della famiglia Strabomantidae.